# Södra Hamngatan
Södra Hamngatan löper längs med södra sidan av Stora hamnkanalen i stadsdelen Inom Vallgraven i Göteborg och sträcker sig 880 meter, från Skeppsbron i väster till Slussplatsen i höjd med Drottningtorget i öster.

## Historia
Gatans namn var tidigare Södra Stora Hamnegatan, även det ännu äldre Stora Hamnegatan eller i Göteborgs äldsta historia S:t Johannes gata (Johannis gata 1636), ett namn som fastställdes 1621. Namnet kom av den Nederländska Sint Jans straat i Amsterdam. År 1807 var namnet fortfarande Södra Stora Hamne Gatan, 1815 Södra Hamnegatan, men 1850 var den nuvarande namnformen etablerad.
Då den gamla slussen - vid Fattighusåns inflöde i Stora Hamnkanalen, nära Göta källare - revs 1872, drogs Södra hamngatan 1874 ända fram till Nya Allén. Denna del fick namnet Slussgatan.
Viktor Rydberg skrev om Södra Hamngatan: "En sådan gata som denna möter oss ej i någon 'rutten köping': att hon tillhör en ung välmående stad, som vill blifva stor, det säger oss första anblicken".
Om kanalens sanitära förhållanden i mitten av 1850-talet, skriver GHT i en artikelserie: "Kanalen vid Södra hamngatan vid Sockerbruket och Brunnsparken har länge varit uti ett högst uselt skick. Såsom vattenkommunikation har den icke begagnats eller kunna begagnas, ty den har varit så uppgrundad att vid lågt vatten botten till en del varit synlig, samt utvecklat en illaluktande gas, som uti täta blåsor ständigt upp-perlat från botten. Under denna vår har väl knapphändig uppmuddring företagits, men därmed är icke mycket vunnet. Genom en igenfyllning skulle staden oberäknat de sanitära fördelar, även vinna uti prydlighet genom ett ökande av gatans bredd. Inga hinder möta genom nedlagda trummor avföra allt vatten från angränsande hus och källare."

## Byggnader och broar

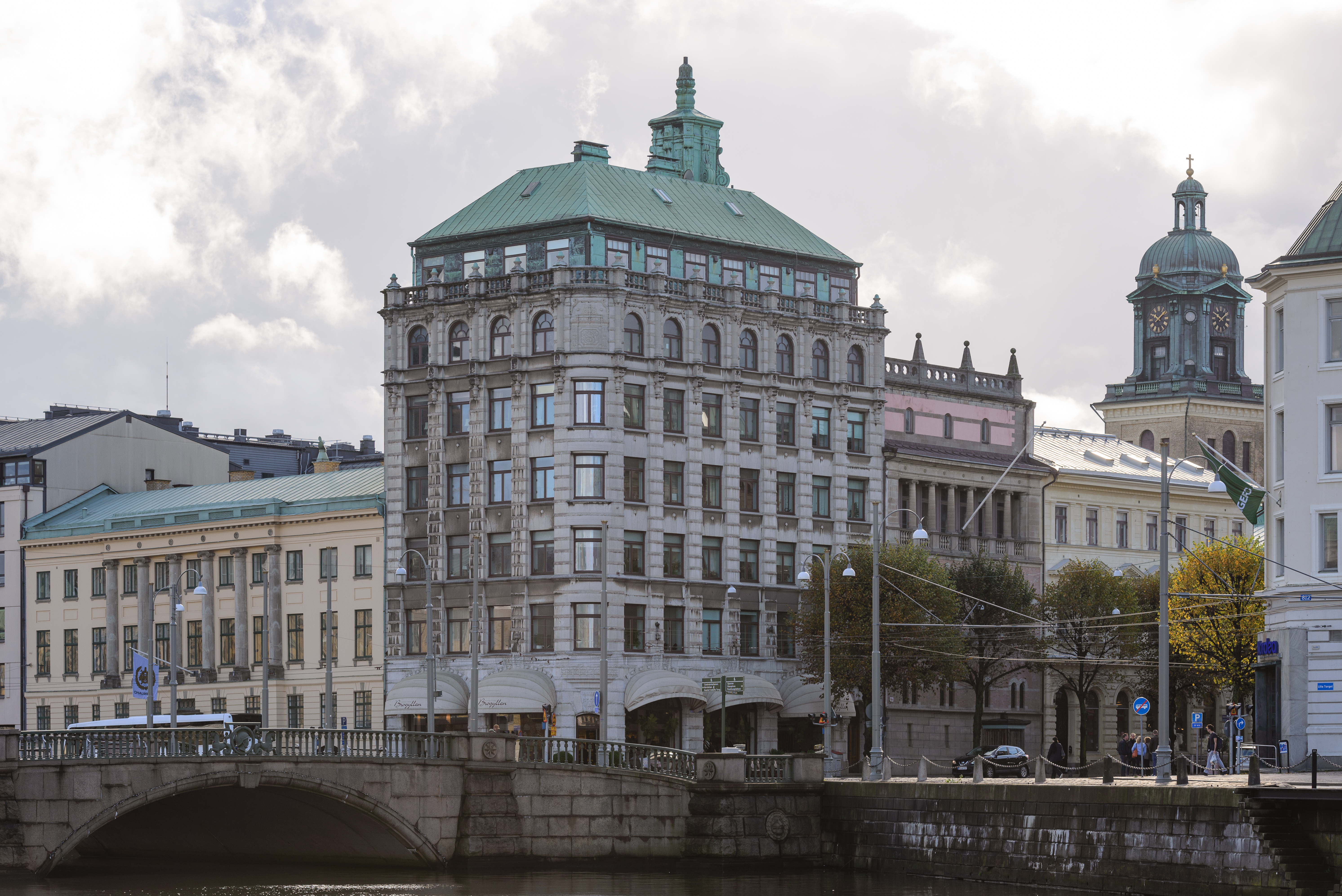
Skandiahuset i korsningen Södra Hamngatan 9/Västra Hamngatan 2.

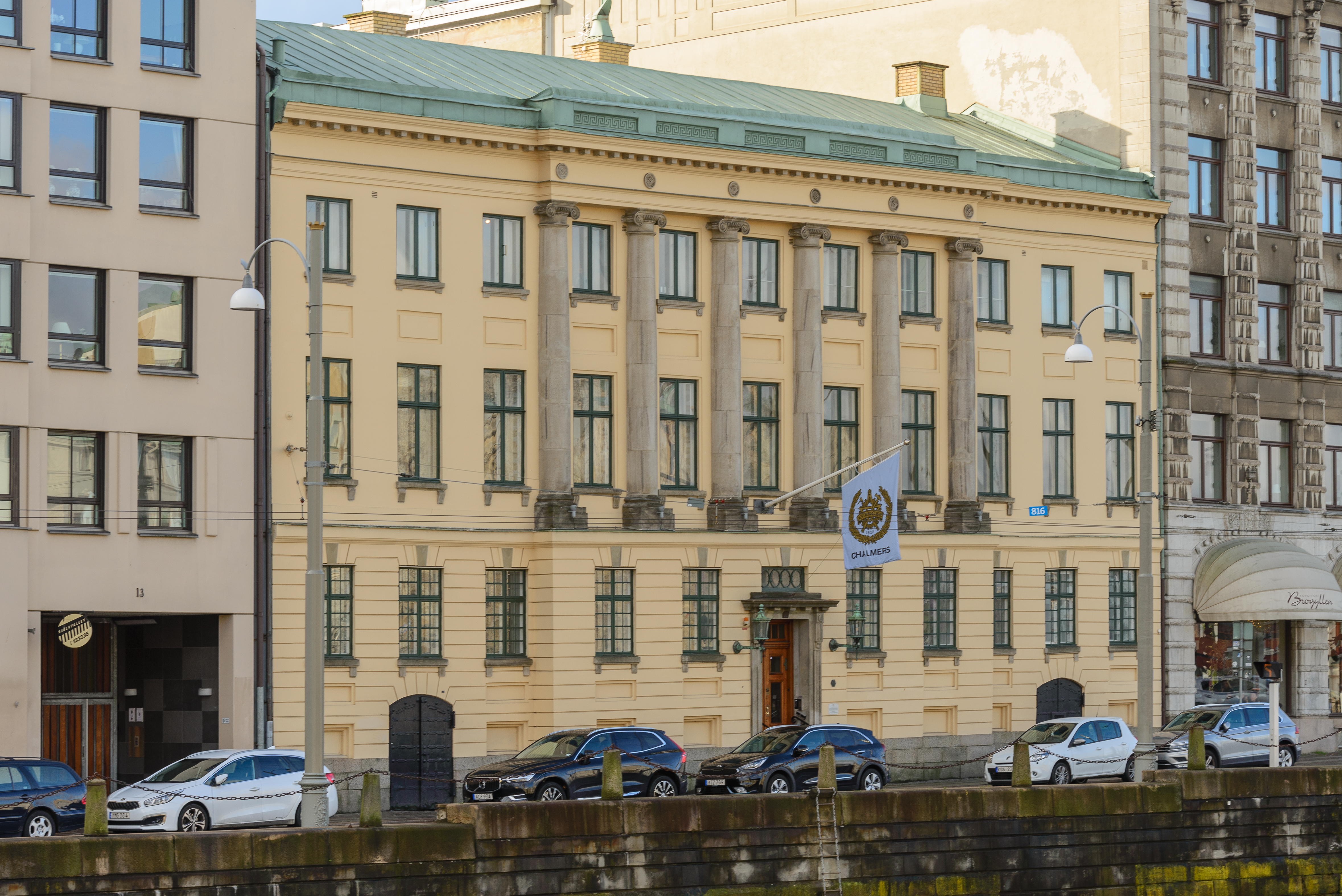
Chalmerska huset, Södra Hamngatan 11.

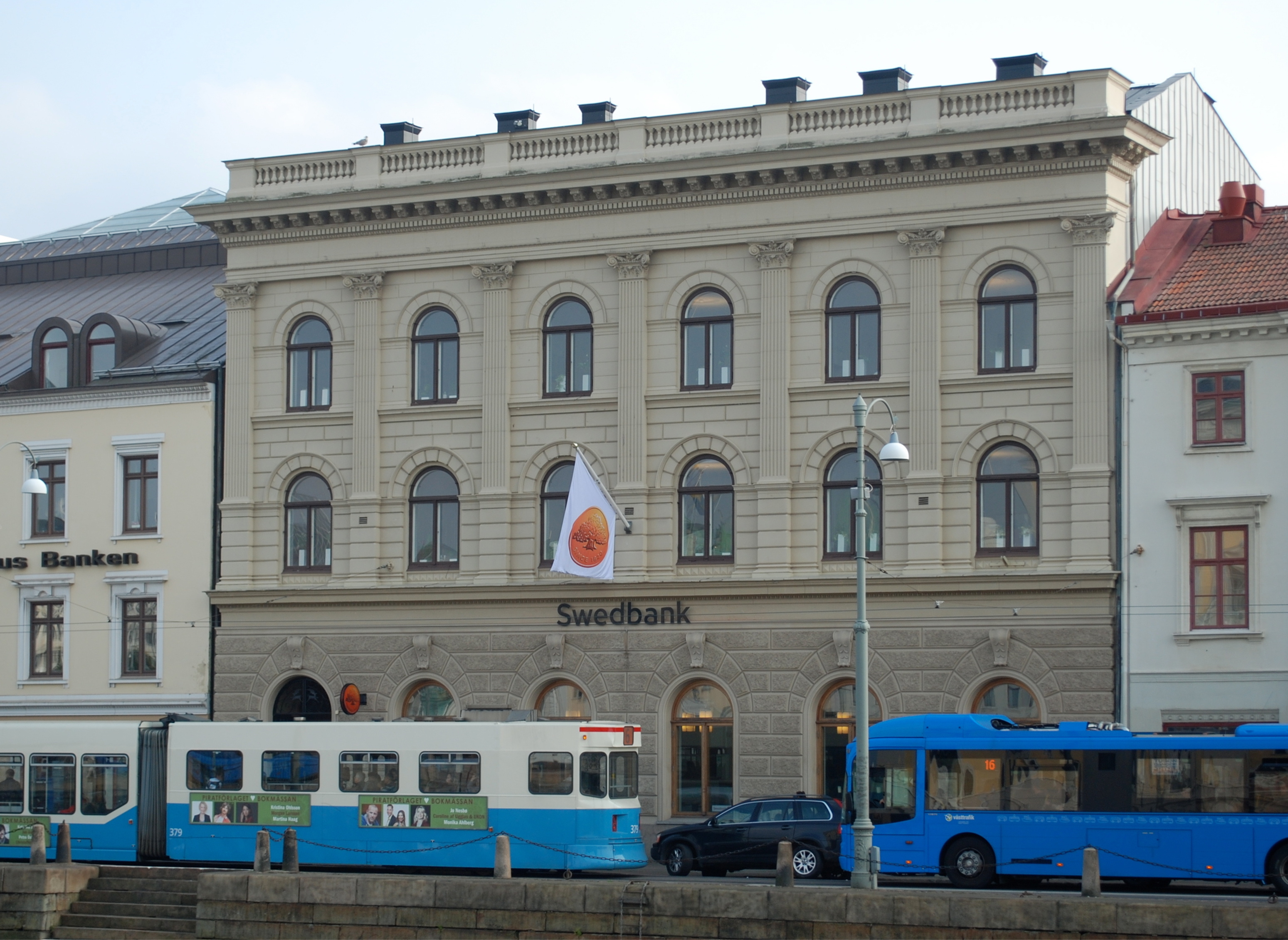
Det forna riksbankshuset på Södra Hamngatan 27.

- Södra Hamngatan 1 — Länsresidenset.
- Södra Hamngatan 2 — Fürstenbergska palatset/Palacehuset.
- Södra Hamngatan 3 — Landsstatshuset.
- Södra Hamngatan 5/Otterhällegatan 3 — Atlanticahuset.
- Södra Hamngatan 7/Lilla Torget 1 — Wijkska huset.
- Södra Hamngatan 9/Västra Hamngatan 2, kvarteret 16 Kommerserådet — Skandiahuset.
- Södra Hamngatan 11 — Chalmerska huset, senare "Carnegieska huset".
- Södra Hamngatan 13-15, kvarteret 16 Kommerserådet — Bostäder och kontor. Uppfört 1980 i fem våningar för SIAB med ritningar av White arkitekter. Ursprungligen 74 andelslägenheter om 2-5 rum och kök. Kringbyggd gård. Här revs fem köpmanshus från tidigt 1800-tal.[9]
- Södra Hamngatan 17-21, kvarteret 16 Kommerserådet — Göteborgs handelsbank, före detta.
- Södra Hamngatan 23/Korsgatan 1, kvarteret 16 Kommerserådet — Göteborgs Köpmansbank.
- Södra Hamngatan 25/Korsgatan 2-6 — Åkermanska huset, Ahlströms konditori.
- Södra Hamngatan 27 — Riksbankshuset, numera Swedbank, med flera. Tidigare Gumperts hörna (1871-1978).
- Södra Hamngatan 29 – A. Jonason & Co, Fotografiska Atelier. Verksamheten bedrevs här från 1 juli 1879 till slutet av 1887.
- Södra Hamngatan 29 — Bohusbanken. Nuvarande fastighet invigdes den 6 november 1980 i kvarteret 15 Frimuraren, tomt nr 3. Den uppfördes av Byggnadsfirman Anders Diös för Göteborgs och Bohus Läns Stadshypoteksförening. Det rivna stenhuset (1977) i två våningar var "Frödingska gården", som köpmannen Anders Pettersson Fröding år 1805 lät uppföra efter storbranden 1802.[10]
- Södra Hamngatan 31 — Frimurarlogen. Tomten bebyggdes första gången 1804–06 av Frimuraresamhället. Efter en eldsvåda 1820 återuppbyggdes huset, med sitt i huvudsak befintliga utseende. Nuvarande restaurang Golden Days tillkom 1975. Innan fanns i lokalerna restaurang Logen och före dem restaurang Bakfickan. Fastighetens baksida har adressen Drottninggatan 32.[11]
- Södra Hamngatan 33-35/Östra Hamngatan 23-27 — Försäkrings AB Nordstjernan (tidigare Handelsbankens hus), även före detta Gumperts bokhandel, "Gumperts hörna".
- Södra Hamngatan 37-41 — Arkaden.
- Södra Hamgatan 47 – År 2006 revs efter en brand år 2005 det hus som hade legat på fastigheten sedan år 1887. Dessförinnan hade bland annat Restaurang Johanna, Lagersons skosalonger, Klubb Enigheten och C V Olssons konditori varit inrymda i byggnaden.[12][13][14] År 2022 påbörjades arbetet med en nybyggnation inom fastigheten i samband med en omgestaltning av hela det omgivande kvarteret, som avses döpas om till "Johanna".[15]
- Södra Hamngatan 57 – tidigare Grand Hotel Haglund.
- Södra Hamngatan 59-65 — Radisson Blu Scandinavia Hotel.

### Broar
- Kämpebron
- Tyska bron
- Fontänbron